# یاس‌آلشوسنت‌دیوردی
یاس‌آلشوسِنت‌دْیوردْیْ (به مجاری:  Jászalsószentgyörgy) یک منطقهٔ مسکونی در مجارستان است که در ناحیه یاس‌آپاتی واقع شده‌است. یاس‌آلشوسنت‌دیوردی ۴۷٫۶۷ کیلومتر مربع مساحت و ۳٬۴۸۲ نفر جمعیت دارد.